# Pro Evolution Soccer 2010
 (juillet 2017).
Si vous disposez d'ouvrages ou d'articles de référence ou si vous connaissez des sites web de qualité traitant du thème abordé ici, merci de compléter l'article en donnant les références utiles à sa vérifiabilité et en les liant à la section « Notes et références ».
Pro Evolution Soccer 2010 (abrégé PES 2010) est un jeu vidéo de football, édité et développé par Konami et son célèbre producteur Shingo Takatsuka. Il est sorti le 22 octobre 2009 sur PlayStation 3, Xbox 360, PC-DVD et téléphone mobile. Le 5 novembre 2009 il est sorti sur PlayStation 2 et PlayStation Portable puis le 19 novembre 2009 pour la version Nintendo Wii.
C'est le 9e jeu de la série des Pro Evolution Soccer et il est le principal concurrent de FIFA 10 d'Electronic Arts.
Les stars Lionel Messi (déjà présent sur l'édition 2009), Fernando Torres, Yoann Gourcuff et Alessandro Del Piero seront les ambassadeurs du jeu dans leurs pays respectifs. Il est à noter que les versions PS2, Wii et PSP sont sorties  quelques jours après les versions PS3, PC et Xbox 360.

## Système de jeu
Le gardien manuel fait son retour et un système de dribbles à 360 degrés a été implémenté pour plus de fluidité dans les mouvements et les animations des joueurs. La vitesse de jeu, largement ralentie, oblige désormais à construire son schéma de jeu et l'inertie très prononcée se fait ressentir lors des duels pour la possession de la balle.[réf. nécessaire]
La physique de balle est plus réaliste que jamais[réf. nécessaire] avec moins de but ou de ballons inopinés.
Mais la grande nouveauté se situe au niveau de la tactique et de la gestion de l'équipe avec l'apparition des « Cartes de capacités individuelles » qui remplacent les étoiles de compétences des opus précédents. En effet, chaque joueur se voit désormais attribuer une carte qui influe sur le style de jeu offensif (ou défensif) de son équipe. Les joueurs du FC Barcelone auront plutôt une attitude offensive et conserveront bien la balle alors que ceux de Chelsea FC seront plus défensifs et procéderont par contres[réf. nécessaire].
Ces cartes sont activables ou désactivables selon le choix du joueur. Le système d'intelligence artificielle Team Vision 2 a été mise en place, de sorte que les joueurs gérés par l'ordinateur jouent en fonction du score et des faiblesses du joueur.

## Bande-son
Grégoire Margotton et le consultant Christophe Dugarry remplacent le duo Christian Jeanpierre et Laurent Paganelli pour les commentaires.